# Nicolò Guidi di Bagno
Nicolò Guidi di Bagno (Rimini, 1584 – Roma, 27 agosto 1663) è stato un militare, arcivescovo cattolico e cardinale italiano.
Fu nominato cardinale della Chiesa cattolica da papa Alessandro VII.

## Biografia
Nacque a Rimini nel 1584 da Laura Colonna e Fabrizio Guidi di Bagno.
Intraprese gli studi umanistici, che abbandonò per diventare uomo d'armi. Nel 1607 militò per lo Stato Pontificio contro la Repubblica di Venezia. Abbandonò la carriera militare e ritornò agli studi, divenendo sacerdote nel 1644: fu eletto arcivescovo titolare di Atene. Papa Alessandro VII lo elevò al rango di cardinale nel concistoro del 9 aprile 1657.
Morì nel 1663.

## Discendenza
Sposò nel 1620 circa Teodora Gonzaga (?-1633) dei marchesi di Palazzolo ed ebbero cinque figli:
- Teodora, monaca
- Laura, monaca
- Fabrizio (?-1646), militare
- Porzia (?-1672)
- Lodovico (?-1664)

## Genealogia episcopale e successione apostolica
La genealogia episcopale è:
- Cardinale Guillaume d'Estouteville, O.S.B.Clun.
- Papa Sisto IV
- Papa Giulio II
- Cardinale Raffaele Sansone Riario
- Papa Leone X
- Papa Paolo III
- Cardinale Francesco Pisani
- Cardinale Alfonso Gesualdo di Conza
- Papa Clemente VIII
- Cardinale Pietro Aldobrandini
- Cardinale Laudivio Zacchia
- Cardinale Antonio Barberini, O.F.M.Cap.
- Cardinale Nicolò Guidi di Bagno

La successione apostolica è:
- Vescovo Roger d'Aumont (1645)
- Vescovo Alphonse d'Elbène (1647)
- Vescovo Philibert-Emmanuel de Beaumanoir de Lavardin (1649)
- Arcivescovo François de Harlay de Champvallon (1651)

## Ascendenza
|                                                 |                                     |                                                    | Genitori                                                        |  |  | Nonni |  |  | Bisnonni                      |  |  | Trisnonni                              |  |
|                                                 |                                     |                                                    |                                                                 |  |  |       |  |  | Niccolò Guidi, conte di Bagno |  |  | Giovan Francesco Guidi, conte di Bagno |  |
|                                                 |                                     |                                                    |                                                                 |  |  |       |  |  | Niccolò Guidi, conte di Bagno |  |  | Giovan Francesco Guidi, conte di Bagno |  |
|                                                 |                                     | Ermellina Malatesta                                |                                                                 |  |  |       |  |  | Niccolò Guidi, conte di Bagno |  |  |                                        |  |
| Giovan Francesco Guidi, conte di Bagno          |                                     |                                                    |                                                                 |  |  |       |  |  | Niccolò Guidi, conte di Bagno |  |  |                                        |  |
|                                                 |                                     | Silvia di Somma, baronessa di Miranda              | Fabrizio di Somma, barone di Miranda                            |  |  |       |  |  |                               |  |  |                                        |  |
|                                                 |                                     | Silvia di Somma, baronessa di Miranda              | Fabrizio di Somma, barone di Miranda                            |  |  |       |  |  |                               |  |  |                                        |  |
|                                                 |                                     | Silvia di Somma, baronessa di Miranda              | Paola Colonna                                                   |  |  |       |  |  |                               |  |  |                                        |  |
| Fabrizio Guidi di Bagno, marchese di Montebello |                                     | Silvia di Somma, baronessa di Miranda              |                                                                 |  |  |       |  |  |                               |  |  |                                        |  |
|                                                 |                                     | conte Francesco Rangoni, patrizio di Modena        | Niccolò Maria Rangoni, conte di Castel Crescente                |  |  |       |  |  |                               |  |  |                                        |  |
|                                                 |                                     | conte Francesco Rangoni, patrizio di Modena        | Niccolò Maria Rangoni, conte di Castel Crescente                |  |  |       |  |  |                               |  |  |                                        |  |
|                                                 |                                     | conte Francesco Rangoni, patrizio di Modena        | Bianca Bentivoglio                                              |  |  |       |  |  |                               |  |  |                                        |  |
| Bianca Rangoni, signora di Spalamberto          |                                     | conte Francesco Rangoni, patrizio di Modena        |                                                                 |  |  |       |  |  |                               |  |  |                                        |  |
|                                                 |                                     | Fiammetta d'Appiano                                | Jacopo IV d'Appiano, signore di Piombino                        |  |  |       |  |  |                               |  |  |                                        |  |
|                                                 |                                     | Fiammetta d'Appiano                                | Jacopo IV d'Appiano, signore di Piombino                        |  |  |       |  |  |                               |  |  |                                        |  |
|                                                 |                                     | Fiammetta d'Appiano                                | Vittoria Todeschini Piccolomini d'Aragona                       |  |  |       |  |  |                               |  |  |                                        |  |
| Nicolò Guidi di Bagno                           |                                     | Fiammetta d'Appiano                                |                                                                 |  |  |       |  |  |                               |  |  |                                        |  |
|                                                 | Camillo Colonna, I duca di Zagarolo | Marcello Colonna, signore di Zagarolo e Calabritto |                                                                 |  |  |       |  |  |                               |  |  |                                        |  |
|                                                 | Camillo Colonna, I duca di Zagarolo | Marcello Colonna, signore di Zagarolo e Calabritto |                                                                 |  |  |       |  |  |                               |  |  |                                        |  |
|                                                 | Camillo Colonna, I duca di Zagarolo | Margherita delli Monti                             |                                                                 |  |  |       |  |  |                               |  |  |                                        |  |
| Pompeo Colonna, II duca di Zagarolo             | Camillo Colonna, I duca di Zagarolo |                                                    |                                                                 |  |  |       |  |  |                               |  |  |                                        |  |
|                                                 |                                     | Vittoria Colonna di Zagarolo                       | Pierfrancesco Colonna, signore di Zagarolo, Gallicano e Colonna |  |  |       |  |  |                               |  |  |                                        |  |
|                                                 |                                     | Vittoria Colonna di Zagarolo                       | Pierfrancesco Colonna, signore di Zagarolo, Gallicano e Colonna |  |  |       |  |  |                               |  |  |                                        |  |
|                                                 |                                     | Vittoria Colonna di Zagarolo                       | Laura di Somma                                                  |  |  |       |  |  |                               |  |  |                                        |  |
| Laura Colonna di Zagarolo                       |                                     | Vittoria Colonna di Zagarolo                       |                                                                 |  |  |       |  |  |                               |  |  |                                        |  |
|                                                 |                                     | Marzio Colonna, conte di Marieri                   | Ottaviano Colonna, nobile romano                                |  |  |       |  |  |                               |  |  |                                        |  |
|                                                 |                                     | Marzio Colonna, conte di Marieri                   | Ottaviano Colonna, nobile romano                                |  |  |       |  |  |                               |  |  |                                        |  |
|                                                 |                                     | Marzio Colonna, conte di Marieri                   | …                                                               |  |  |       |  |  |                               |  |  |                                        |  |
| Orinzia Colonna, contessa di Marieri e Cicoli   |                                     | Marzio Colonna, conte di Marieri                   |                                                                 |  |  |       |  |  |                               |  |  |                                        |  |
|                                                 |                                     | Livia Colonna di Paliano                           | Marcantonio Colonna, signore di Paliano                         |  |  |       |  |  |                               |  |  |                                        |  |
|                                                 |                                     | Livia Colonna di Paliano                           | Marcantonio Colonna, signore di Paliano                         |  |  |       |  |  |                               |  |  |                                        |  |
|                                                 |                                     | Livia Colonna di Paliano                           | Lucrezia Gara della Rovere                                      |  |  |       |  |  |                               |  |  |                                        |  |
|                                                 |                                     | Livia Colonna di Paliano                           |                                                                 |  |  |       |  |  |                               |  |  |                                        |  |